# 独立メディア塾
独立メディア塾（どくりつメディアじゅく）は、元テレビ朝日会長の君和田正夫、俳優・キャスターの関口宏により2014年1月1日に開設されたウェブサイト。

## 概要
君和田正夫が塾長を務める。方針は「プロ/若者/地域の人々」を三本柱にメディアの新たな将来を模索する緩やかなメディア集団であり、情報の一極集中を多極拡散するために、様々な情報を発掘する、将来を担う若者に開かれた塾である。
「メディアの裾野を広げよう」をキーワードに掲げ、君和田正夫、関口宏、志村一隆等レギュラーメンバーの投稿の他、若い世代を含む有志からの寄稿、各地のテレビ局などから提供を受けたドキュメンタリー番組、コラムなどを配信している。